# Nymphenburgi szerződés
A nymphenburgi szerződést 1741. május 28-án kötötte Bajorország és Spanyolország a München melletti nymphenburgi kastélyban.
A bajor Károly Albert választófejedelem a szerződéssel biztosította magának V. Fülöp spanyol király támogatását a császári korona megszerzéséhez, Mária Terézia trónra lépését követően. Az egyezmény nem csak a császári címet, hanem a Habsburg Birodalom még pontosan meg nem határozott német területeit is biztosította volna számára. Cserébe Spanyolország a Habsburgok itáliai birtokait kapta volna meg.
A szerződés megkötése jelentősen hozzájárult az osztrák örökösödési háború kitöréséhez.
A tárgyalások során Franciaországot Jean-Baptiste-François-Joseph de Sade képviselte.
Egy másik, Károly Albert bajor választófejedelem és XV. Lajos francia király között 1741. május 18-ra ill. 22-re datált nymphenburgi szerződés valódiságát sokan kétségbe vonják. Lehetséges, hogy 1741 augusztusában azzal a szándékkal fogalmazták meg, hogy a bajor választófejedelmet a birodalom árulójaként tüntethessék fel. A benne foglaltak szerint a Habsburgok birtokait felosztották volna, és egy részüket Franciaország kapta volna meg.

## Fordítás
- Ez a szócikk részben vagy egészben  a   Vertrag von Nymphenburg (1741) című német Wikipédia-szócikk fordításán alapul.  Az eredeti cikk szerkesztőit annak laptörténete sorolja fel. Ez a jelzés csupán a megfogalmazás eredetét és a szerzői jogokat jelzi, nem szolgál a cikkben szereplő információk forrásmegjelöléseként.